# ماري إي. بيرسون
ماري إي. بيرسون (بالإنجليزية: Mary E. Pearson)‏ هي كاتبة للأطفال وكاتِبة أمريكية، ولدت في 14 أغسطس 1955 في كارولاينا الجنوبية في الولايات المتحدة.

## وصلات خارجية
- الموقع الرسمي
- ماري إي. بيرسون على موقع ديسكوغز (الإنجليزية)